# Dessewffy-kastély (Gávavencsellő)
A Gávavencsellőn található Dessewffy-kastély Dessewffy család megbízásából a 18. század második felében, késő barokk stílusban épült kastély.

## Története
A vencsellői kastély többszöri átépítés után nyerte el jelenleg is látható, végleges formáját. Az épület eredeti magva egy késő barokk kastély a 18. század második feléből, ami mellé a 19. század elején egy másik, klasszicista stílusú épületet emeltek. A két épületet Dessewffy Miklós elképzelései alapján 1898-ban összeépítették, neobarokk stílusban kiegészítették és bővítették. A háborús évek megviselték az épületet, 1944-ben felrobbantották kápolnájának tornyát, s ekkor bontották le az épület bal szárnyát és udvari oszlopcsarnokát is. 1950-ben erősen átalakították. Kápolnájának berendezése és a régiséggyűjtemény a római katolikus templomba került. Állagmegóvási céllal az önkormányzat értékesítette az épületet. Néhány éve még diszkó üzemelt a kastély egyik erre a célra átalakított szárnyában, ma ez a szárny is romokban hever. A régi szórakozóhely berendezései összetörve hevernek mindenfelé a teremben, a park felé nyíló ablakok nagyrészt kővel bedobálva.

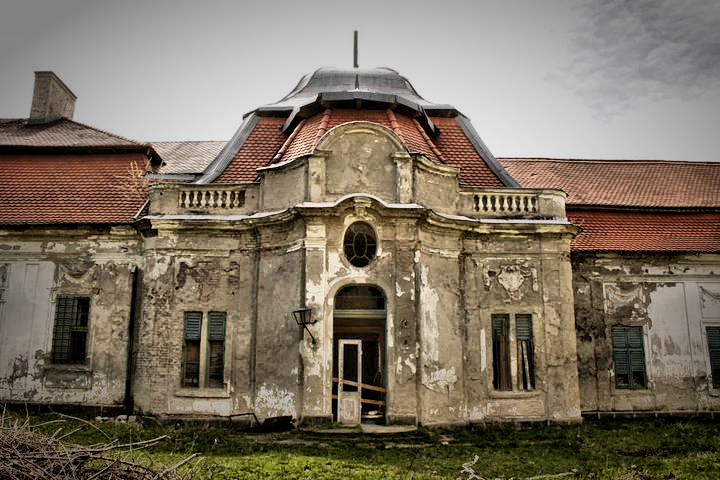
Serényi-kastély bejárat

Mivel a kastély ablakai, ajtajai többségében hiányoznak, a szomszédos területekről olykor az épület termeibe terelik be lovakat éjszakára vagy az időjárás viszontagságai elől. Pár éve az ajtókat, ablakokat, padlót megtámadta valamilyen gomba, emiatt ezeket fel kellett szedni, el kellett távolítani, és elégetni, a további károk megelőzése végett. Annak érdekében, hogy legalább a megmaradt falak ne ázzanak, pusztuljanak tovább, a tetőszerkezetet és a cserepeket kicserélték, újjáépítették.
A kastély parkja
A műemlék épület mintegy 10 hektáros parkja évszázados fákkal védett történelmi kert, melynek értékét a különböző juharok, gyertyánok, platánok és kocsányos tölgyek kora és mérete jelzi, s mellettük még sok értékes cserjefaj is meghúzódik. A kastélyt körülvevő területen gondosan megválogatott, az országban ritkaságnak számító hatalmas, ősfás park van, amiben a fák kora esetenként eléri, vagy meg is haladja a 200 évet. A parkban megtalálható fák: különböző fenyő fajták, hársfa, kőrisfa, juharfa, nyárfa, tölgyfa, gesztenye és még számos más fafajta található. A facsoportokkal, tisztásokkal tarkított park a környék egyik legszebb kertje volt. A parkban fellelhető fa- és cserjefajok lenyűgöző szín- és formaharmóniáját alakították ki, majd ezzel hangulati egységet képező szökőkutat építettek, mely körül egzotikus virágokkal ültették be a virágágyakat. A parkhoz lovarda, távolabb pedig egy halastó csatlakozott. Mindez szinte teljesen elpusztult, jelenleg egy focipálya éktelenkedik a fák irtásában. A faragott kőből épített szökőkutat és az istállót építőanyagként hasznosították a környékbeliek, a fák zömét kivágták.
A kastélyt mögött található viszonylag új lovarda területe is a kastély parkjához tartozott eredetileg. Ezt a területet nem adták el a műemléket megvásároló személynek, hanem később került értékesítésre. Ennél fogva elég szerencsétlenül a főbejárattal szemben húzták fel a lovarda falát, elrontva ezzel a teljes összképet.

## ADessewffy családszerepe Vencsellőn
Vencsellőnek – Vencsellő egyike a legrégibb szabolcsi településeknek, a XI-XII. században keletkezett, nevét az 1067. év körüli időkben Wensellev alakban írták – a XVII. században a Rákócziak voltak birtokosai, ám a Rákóczi-szabadságharc alatt szinte teljesen elnéptelenedett a falu. 1730 után a kincstár elkezdte benépesíteni a területet, főleg magyar telepesekkel. A XVII. század végén vette meg a települést a Dessewffy család, s ők telepítették be a szorgalmas sváb lakosságot 1785-ben, akik pár emberöltő alatt teljesen elmagyarosodtak, beolvadtak.
Ahogy akkoriban máshol is, úgy Vencsellő életében is jelentős szerepet töltött be az egyház. A hagyomány szerint az itt elsőként letelepedett Dessewffy Sámuel gróf vagyona folytán a falu földesura lett, illetve messzemenőkig élvezte a római katolikus egyház kegyét, hiszen betelepedésükig kizárólag a görögkatolikus és református egyházak rendelkeztek gyülekezettel és templommal.
A római katolikus plébániaházat Dessewffy Ágoston kegyurasága idején építette 1826-ban, 1834-ben pedig templomot emeltetett.
Az első világháború alatt az új sváb falurészt a románok felégették, de a templomokat a tűzvész nem érintette. A Dessewffy-család továbbra is kegyura volt a római katolikus egyháznak és földesura a környéknek, hatalmas vagyonukat egészen a második világháborúig meg tudták őrizni. A vencsellői kastélyban Dessewffy Aurél lakozott családjával, aki később német származású feleségével és fiukkal Brazíliában telepedett le.

## Képtár

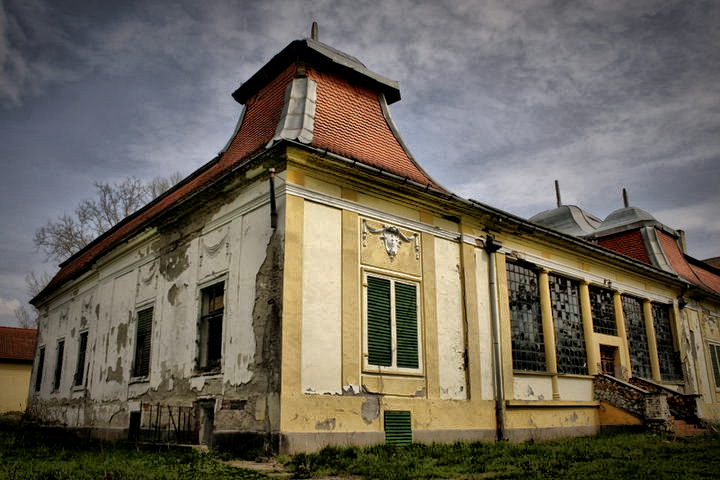
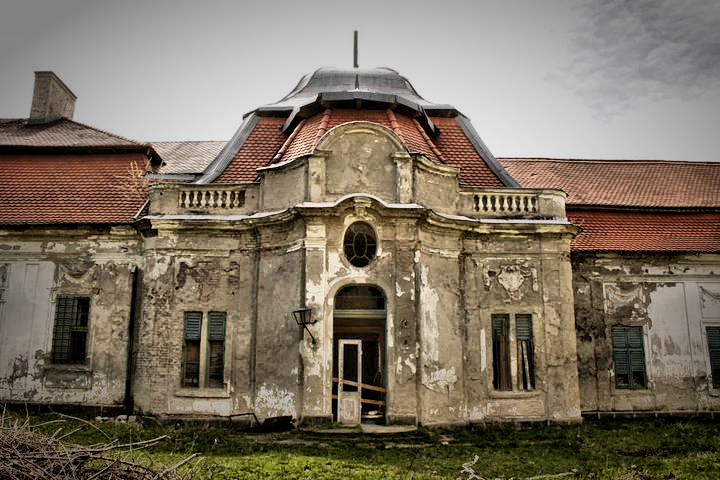
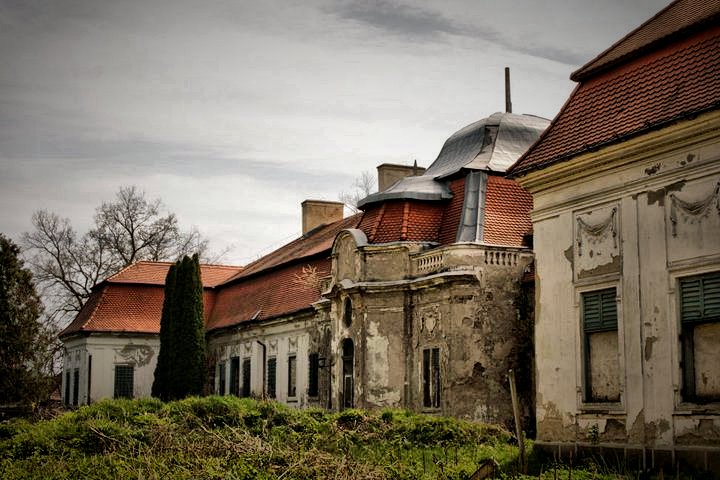
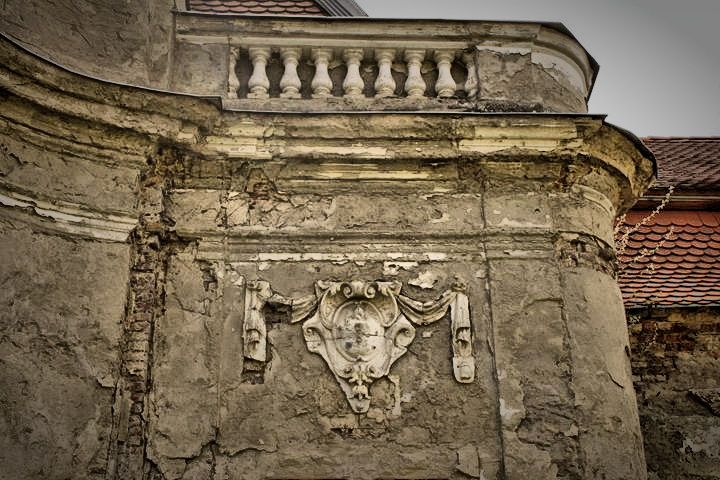
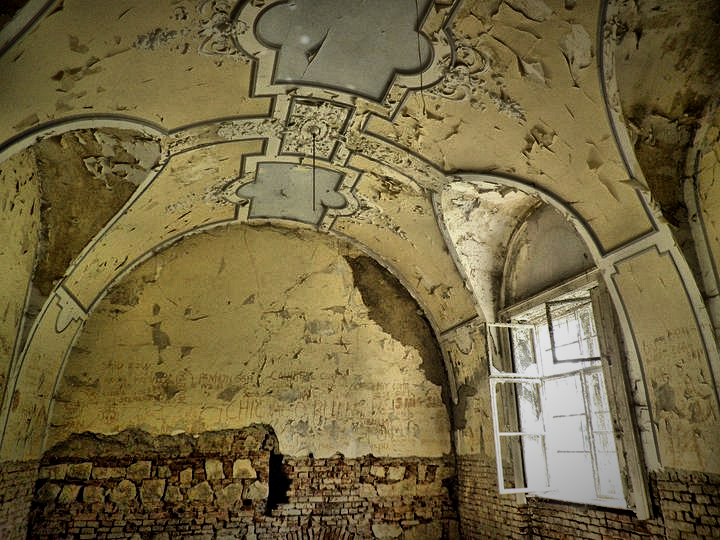